# دوري المقاطعات الشمالي الغربي 2013–14
دوري المقاطعات الشمالي الغربي 2013–14 هو موسم من دوري المقاطعات الشمالي الغربي. فاز فيه Norton United F.C. ‏.